# Sex.com
Sex.com é um nome de domínio de Internet, propriedade da Clover Holdings. Era o domínio mais caro do mundo, quando foi avaliado em 18 milhões de dolares e fora disputado por uma série de empresas, depois de ter sido colocado em leilão. Sex.com foi adquirido em 2006 por 10 milhões de euros e em 2010 colocado em leilão pela Escom para pagar dívidas  embora o leilão tenha sido suspenso devido ao processo de declaração de falência da empresa proprietária.
Em outubro de 2010 foi adquirido pela Clover Holdings pelo valor US$ 13 milhões. Seu dono original era Gary Kremen (fundador do Match.com), que o registrou em 1994. Em 1996 perdeu a posse para Stephen Cohen.
Em 2011 o livro Guinness Book o reconheceu oficialmente como domínio mais caro da Terra.